# Betterment
Betterment est une société américaine proposant des services en ligne d'investissement et de gestion de portefeuille entièrement automatisé, sans intervention humaine,,. Fondée par Jon Stein en 2010 et basée à New York, elle est la première société, avec son compétiteur Wealthfront (en), à proposer ce type de service d'investissement assisté par robot-conseiller.

## Fonctionnement
La constitution du portefeuille type se base sur des ETF qui sont déjà eux-mêmes des fonds synthétisant les marchés cibles.